# Liste des monuments historiques de Saint-Malo
Cet article recense les monuments historiques de Saint-Malo, en France.

## Statistiques
Saint-Malo compte 83 édifices comportant au moins une protection au titre des monuments historiques, soit 15 % des monuments historiques du département d'Ille-et-Vilaine. Saint-Malo est la 31e commune française comptant le plus de monuments historiques. 14 édifices comportent au moins une partie classée ; les 69 autres sont inscrits.
Le graphique suivant résume le nombre d'actes de protection par décennies depuis 1880 :

## Liste
| Monument                                                                                        | Adresse                                            | Coordonnées                        | Notice         | Protection | Date            | Illustration                                                                                   |
| ----------------------------------------------------------------------------------------------- | -------------------------------------------------- | ---------------------------------- | -------------- | ---------- | --------------- | ---------------------------------------------------------------------------------------------- |
| Malouinière de la Chipaudière                                                                   |                                                    | 48° 38′ 12″ nord, 1° 57′ 26″ ouest | « PA00090803 » | Classé     | 1982            | Malouinière de la Chipaudière                                                                  |
| Fort de la Conchée                                                                              |                                                    | 48° 41′ 01″ nord, 2° 02′ 39″ ouest | « PA00090809 » | Classé     | 1984            | Fort de la Conchée                                                                             |
| Fort National                                                                                   |                                                    | 48° 39′ 17″ nord, 2° 01′ 24″ ouest | « PA00090810 » | Classé     | 1906 1913       | Fort National                                                                                  |
| Fort du Petit Bé                                                                                |                                                    | 48° 39′ 09″ nord, 2° 02′ 19″ ouest | « PA00090811 » | Classé     | 1921            | Fort du Petit Bé                                                                               |
| Malouinière de la Basse-Flourie                                                                 |                                                    | 48° 36′ 53″ nord, 2° 00′ 22″ ouest | « PA35000078 » | Inscrit    | 31 juillet 2017 | Malouinière de la Basse-Flourie                                                                |
| Malouinière du Bosc                                                                             |                                                    | 48° 36′ 22″ nord, 1° 59′ 52″ ouest | « PA00090802 » | Inscrit    | 1994            | Malouinière du Bosc                                                                            |
| Malouinière de la Rivière                                                                       |                                                    | 48° 38′ 24″ nord, 1° 58′ 19″ ouest | « PA35000013 » | Inscrit    | 2000            | Malouinière de la Rivière                                                                      |
| Manoir de la Giclais                                                                            |                                                    | 48° 37′ 41″ nord, 1° 59′ 48″ ouest | « PA00090869 » | Inscrit    | 1976            | Image manquante Téléverser                                                                     |
| Phare du Grand Jardin                                                                           |                                                    | 48° 40′ 12″ nord, 2° 04′ 58″ ouest | « PA35000043 » | Classé     | 2012            | Phare du Grand Jardin                                                                          |
| Tombeau de Chateaubriand et îlot du Grand Bé                                                    |                                                    | 48° 39′ 08″ nord, 2° 02′ 00″ ouest | « PA00090870 » | Classé     | 1954            | Tombeau de Chateaubriand et îlot du Grand Bé                                                   |
| Tour Solidor                                                                                    | Rue d'Aleth                                        | 48° 38′ 02″ nord, 2° 01′ 34″ ouest | « PA00090871 » | Classé     | 1886            | Tour Solidor                                                                                   |
| Maison                                                                                          | 1 rue d'Asfeld                                     | 48° 38′ 48″ nord, 2° 01′ 27″ ouest | « PA00090823 » | Inscrit    | 1942            | Maison                                                                                         |
| Hôtel Magon de la Lande, hôtel d'Asfeld                                                         | 5 rue d'Asfeld 4 rue de Toulouse 2 rue de Chartres | 48° 38′ 49″ nord, 2° 01′ 27″ ouest | « PA00090813 » | Classé     | 2000            | Hôtel Magon de la Lande, hôtel d'Asfeld                                                        |
| Hôtel Trublet de Nermont                                                                        | 7 rue d'Asfeld                                     | 48° 38′ 50″ nord, 2° 01′ 27″ ouest | « PA00090824 » | Inscrit    | 1946            | Hôtel Trublet de Nermont                                                                       |
| Cathédrale Saint-Vincent                                                                        | Rue de la Blatrerie                                | 48° 38′ 58″ nord, 2° 01′ 32″ ouest | « PA00090798 » | Classé     | 1910 1946       | Cathédrale Saint-Vincent                                                                       |
| Hôtel Baude du Val                                                                              | 1 rue de Chartres                                  | 48° 38′ 48″ nord, 2° 01′ 26″ ouest | « PA00090826 » | Inscrit    | 1942            | Hôtel Baude du Val                                                                             |
| Château                                                                                         | place Chateaubriand                                | 48° 39′ 05″ nord, 2° 01′ 22″ ouest | « PA00090801 » | Classé     | 1886 1913 1921  | Château                                                                                        |
| Maison                                                                                          | 6 place Chateaubriand 1 rue Saint-Vincent          | 48° 39′ 02″ nord, 2° 01′ 25″ ouest | « PA00090827 » | Inscrit    | 1942            | Maison                                                                                         |
| Hôtel de la Gicquelais                                                                          | 3 rue de Chateaubriand                             | 48° 39′ 04″ nord, 2° 01′ 28″ ouest | « PA00090815 » | Classé     | 1964            | Hôtel de la Gicquelais                                                                         |
| Maison                                                                                          | 11 rue de Chateaubriand                            | 48° 39′ 04″ nord, 2° 01′ 29″ ouest | « PA00090828 » | Inscrit    | 1946            | Image manquante Téléverser                                                                     |
| Hôtel de la Bertaudière                                                                         | 2, rue du Chat-qui-Danse                           | 48° 39′ 01″ nord, 2° 01′ 38″ ouest | « PA00090822 » | Inscrit    | 1946            | Hôtel de la Bertaudière                                                                        |
| Cathédrale Saint-Pierre d'Aleth                                                                 | Place de la Cité                                   | 48° 38′ 09″ nord, 2° 01′ 37″ ouest | « PA00090800 » | Inscrit    | 1945 1996       | Cathédrale Saint-Pierre d'Aleth                                                                |
| Maison                                                                                          | 16 rue de la Corne de Cerf                         | 48° 39′ 02″ nord, 2° 01′ 30″ ouest | « PA00090829 » | Inscrit    | 1946            | Maison                                                                                         |
| Maison                                                                                          | 18 rue de la Corne de Cerf                         | 48° 39′ 03″ nord, 2° 01′ 30″ ouest | « PA00090830 » | Inscrit    | 1946            | Maison                                                                                         |
| Hôtel André Desilles                                                                            | 2 rue André Desilles                               | 48° 38′ 52″ nord, 2° 01′ 33″ ouest | « PA00090812 » | Classé     | 1927 1946       | Hôtel André Desilles                                                                           |
| Maison                                                                                          | 4 rue de Dinan 22 rue de Toulouse                  | 48° 38′ 47″ nord, 2° 01′ 35″ ouest | « PA00090831 » | Inscrit    | 1946            | Maison                                                                                         |
| Maison                                                                                          | 6 rue de Dinan 21 rue de Toulouse                  | 48° 38′ 48″ nord, 2° 01′ 36″ ouest | « PA00090832 » | Inscrit    | 1946            | Maison                                                                                         |
| Hôtel de Brevest                                                                                | 12 rue de Dinan                                    | 48° 38′ 49″ nord, 2° 01′ 36″ ouest | « PA00090814 » | Inscrit    | 1970            | Hôtel de Brevest                                                                               |
| Malouinière de la Verderie                                                                      | 26 rue de Dreux                                    | 48° 38′ 05″ nord, 2° 00′ 45″ ouest | « PA35000014 » | Inscrit    | 2000            | Malouinière de la Verderie                                                                     |
| Maison                                                                                          | 2 rue de la Fosse 9 rue de Toulouse                | 48° 38′ 49″ nord, 2° 01′ 31″ ouest | « PA00090834 » | Inscrit    | 1946            | Maison                                                                                         |
| Maison du Gouverneur                                                                            | 4 rue de la Fosse                                  | 48° 38′ 50″ nord, 2° 01′ 31″ ouest | « PA00090835 » | Inscrit    | 1946            | Maison du Gouverneur                                                                           |
| Manoir à l'Évêque                                                                               | 4 rue du Génie                                     | 48° 37′ 52″ nord, 2° 00′ 56″ ouest | « PA00090966 » | Inscrit    | 1989            | Manoir à l'Évêque                                                                              |
| Maison                                                                                          | 2 rue des Grands Degrés Rue des Cordiers           | 48° 38′ 54″ nord, 2° 01′ 27″ ouest | « PA00090836 » | Inscrit    | 1946            | Maison                                                                                         |
| Immeuble                                                                                        | 7 rue des Grands Degrés                            | 48° 38′ 54″ nord, 2° 01′ 29″ ouest | « PA00090837 » | Inscrit    | 1950            | Immeuble                                                                                       |
| Immeuble                                                                                        | 13, 15 rue des Grands Degrés                       | 48° 38′ 54″ nord, 2° 01′ 31″ ouest | « PA00090838 » | Inscrit    | 1950            | Immeuble                                                                                       |
| Immeuble                                                                                        | 15bis rue des Grands Degrés                        | 48° 38′ 54″ nord, 2° 01′ 31″ ouest | « PA00090839 » | Inscrit    | 1950            | Immeuble                                                                                       |
| Immeuble                                                                                        | 17 rue des Grands Degrés                           | 48° 38′ 54″ nord, 2° 01′ 32″ ouest | « PA00090840 » | Inscrit    | 1950            | Immeuble                                                                                       |
| Maison du Peuple de Saint-Malo                                                                  | 13 avenue Jean Jaurès                              | 48° 38′ 54″ nord, 2° 00′ 27″ ouest | « PA35000040 » | Inscrit    | 2011            | Maison du Peuple de Saint-Malo                                                                 |
| Maison Jeanne Jugan                                                                             | 6 rue Jean XXIII                                   | 48° 38′ 03″ nord, 2° 01′ 06″ ouest | « PA00090853 » | Inscrit    | 1951            | Maison Jeanne Jugan                                                                            |
| Malouinière du Valmarin                                                                         | 7 rue Jean XXIII                                   | 48° 38′ 04″ nord, 2° 01′ 05″ ouest | « PA35000049 » | Inscrit    | 2013            | Malouinière du Valmarin                                                                        |
| Église Sainte-Croix                                                                             | Rue Jeanne Jugan Rue de la Fontaine                | 48° 38′ 02″ nord, 2° 01′ 10″ ouest | « PA00090806 » | Inscrit    | 1970            | Église Sainte-Croix                                                                            |
| Hôtel Hay                                                                                       | 2 place Guy La Chambre 1, 3 rue Sainte-Marguerite  | 48° 39′ 01″ nord, 2° 01′ 25″ ouest | « PA00090817 » | Inscrit    | 1942            | Hôtel Hay                                                                                      |
| Maison de la Duchesse Anne                                                                      | 2 cour La Houssaye                                 | 48° 39′ 03″ nord, 2° 01′ 34″ ouest | « PA00090820 » | Inscrit    | 1931            | Maison de la Duchesse Anne                                                                     |
| Immeuble                                                                                        | 6 cour La Houssaye                                 | 48° 39′ 04″ nord, 2° 01′ 34″ ouest | « PA00090841 » | Inscrit    | 1955            | Immeuble                                                                                       |
| Immeuble                                                                                        | 10 cour La Houssaye                                | 48° 39′ 03″ nord, 2° 01′ 33″ ouest | « PA00090842 » | Inscrit    | 1946 1995       | Immeuble                                                                                       |
| Immeuble                                                                                        | 5 rue des Lauriers                                 | 48° 38′ 54″ nord, 2° 01′ 36″ ouest | « PA00090843 » | Inscrit    | 1946            | Immeuble                                                                                       |
| Manoir de Limoëlou, maison de Jacques Cartier                                                   | rue David MacDonald Stewart                        | 48° 40′ 26″ nord, 1° 58′ 00″ ouest | « PA00090821 » | Inscrit    | 1940            | Manoir de Limoëlou, maison de Jacques Cartier                                                  |
| Maison                                                                                          | 1 rue Mahé de la Bourdonnais                       | 48° 39′ 03″ nord, 2° 01′ 32″ ouest | « PA00090844 » | Inscrit    | 1946            | Maison                                                                                         |
| Maison                                                                                          | 2 rue Mahé de la Bourdonnais                       | 48° 39′ 03″ nord, 2° 01′ 33″ ouest | « PA00090845 » | Inscrit    | 1935            | Maison                                                                                         |
| Malouinière de Château Doré                                                                     | 48 rue Claude-Monet                                | 48° 36′ 45″ nord, 1° 57′ 15″ ouest | « PA35000018 » | Inscrit    | 2001            | Image manquante Téléverser                                                                     |
| Maison                                                                                          | 3 rue d'Orléans                                    | 48° 38′ 48″ nord, 2° 01′ 28″ ouest | « PA00090846 » | Inscrit    | 1942            | Maison                                                                                         |
| Hôtel de la Sauldre                                                                             | 4 rue d'Orléans 2 rue Feydeau                      | 48° 38′ 48″ nord, 2° 01′ 29″ ouest | « PA00090833 » | Inscrit    | 1942            | Hôtel de la Sauldre                                                                            |
| Hôtel Blaize de Maisonneuve                                                                     | 5 rue d'Orléans                                    | 48° 38′ 47″ nord, 2° 01′ 30″ ouest | « PA00090847 » | Inscrit    | 1942            | Hôtel Blaize de Maisonneuve                                                                    |
| Maison                                                                                          | 7 rue d'Orléans                                    | 48° 38′ 47″ nord, 2° 01′ 32″ ouest | « PA00090848 » | Inscrit    | 1942            | Maison                                                                                         |
| Maison                                                                                          | 8 rue d'Orléans                                    | 48° 38′ 47″ nord, 2° 01′ 33″ ouest | « PA00090849 » | Inscrit    | 1942            | Maison                                                                                         |
| Maison                                                                                          | 9 rue d'Orléans                                    | 48° 38′ 47″ nord, 2° 01′ 34″ ouest | « PA00090850 » | Inscrit    | 1942            | Maison                                                                                         |
| Maison                                                                                          | 10 rue d'Orléans 1 rue de Dinan                    | 48° 38′ 47″ nord, 2° 01′ 34″ ouest | « PA00090851 » | Inscrit    | 1946            | Maison                                                                                         |
| Maison                                                                                          | 3 rue de l'Orme                                    | 48° 38′ 53″ nord, 2° 01′ 30″ ouest | « PA00090852 » | Inscrit    | 1946            | Maison                                                                                         |
| Maison                                                                                          | 5 rue Pélicot                                      | 48° 39′ 03″ nord, 2° 01′ 31″ ouest | « PA00090854 » | Inscrit    | 1946            | Maison                                                                                         |
| Maison                                                                                          | 9 rue des Petits-Degrés 1 rue Boursaint            | 48° 38′ 55″ nord, 2° 01′ 30″ ouest | « PA00090855 » | Inscrit    | 1946            | Maison                                                                                         |
| Maison                                                                                          | 11 rue des Petits-Degrés 2 rue Boursaint           | 48° 38′ 55″ nord, 2° 01′ 30″ ouest | « PA00090825 » | Inscrit    | 1946            | Maison                                                                                         |
| Maison                                                                                          | 7 rue du Point du Jour                             | 48° 38′ 55″ nord, 2° 01′ 38″ ouest | « PA00090856 » | Inscrit    | 1946            | Maison                                                                                         |
| Maison                                                                                          | 10 rue du Puits aux Braies Rue Boursaint           | 48° 38′ 55″ nord, 2° 01′ 29″ ouest | « PA00090857 » | Inscrit    | 1946            | Maison                                                                                         |
| Malouinière du Puits Sauvage                                                                    | rue du Puits Sauvage                               | 48° 37′ 00″ nord, 1° 58′ 44″ ouest | « PA00090967 » | Inscrit    | 1990            | Malouinière du Puits Sauvage                                                                   |
| Malouinière de Rivasselou                                                                       | 5 rue de Rousse                                    | 48° 39′ 20″ nord, 1° 59′ 08″ ouest | « PA35000012 » | Inscrit    | 2000            | Image manquante Téléverser                                                                     |
| Abbaye Saint-Benoît, actuel Palais de justice                                                   | 1 place Saint-Aaron rue Saint-Benoist              | 48° 39′ 00″ nord, 2° 01′ 35″ ouest | « PA00090797 » | Inscrit    | 1946            | Abbaye Saint-Benoît, actuel Palais de justice                                                  |
| Chapelle Saint-Aaron                                                                            | 3 place Saint-Aaron                                | 48° 39′ 02″ nord, 2° 01′ 33″ ouest | « PA00090799 » | Inscrit    | 1946            | Chapelle Saint-Aaron                                                                           |
| Maison                                                                                          | 6 rue Saint-Benoist                                | 48° 39′ 01″ nord, 2° 01′ 37″ ouest | « PA00090859 » | Inscrit    | 1946            | Maison                                                                                         |
| Maison                                                                                          | 8 rue Saint-Benoist                                | 48° 39′ 01″ nord, 2° 01′ 37″ ouest | « PA00090860 » | Inscrit    | 1946            | Maison                                                                                         |
| Église Saint-Ideuc                                                                              | Rue de Saint-Ideuc                                 | 48° 39′ 46″ nord, 1° 58′ 29″ ouest | « PA00090807 » | Inscrit    | 1970            | Église Saint-Ideuc                                                                             |
| Hôtel de Surcouf                                                                                | 1 rue Saint-Philippe                               | 48° 38′ 47″ nord, 2° 01′ 35″ ouest | « PA00090819 » | Inscrit    | 1942            | Hôtel de Surcouf                                                                               |
| Maison                                                                                          | 2 rue Saint-Philippe                               | 48° 38′ 46″ nord, 2° 01′ 36″ ouest | « PA00090861 » | Inscrit    | 1942            | Maison                                                                                         |
| Maison                                                                                          | 3 rue Saint-Philippe                               | 48° 38′ 46″ nord, 2° 01′ 37″ ouest | « PA00090862 » | Inscrit    | 1942            | Maison                                                                                         |
| Maison                                                                                          | 4 rue Saint-Philippe                               | 48° 38′ 46″ nord, 2° 01′ 38″ ouest | « PA00090863 » | Inscrit    | 1942            | Maison                                                                                         |
| Maison                                                                                          | 5 rue Saint-Philippe                               | 48° 38′ 46″ nord, 2° 01′ 38″ ouest | « PA00090864 » | Inscrit    | 1942            | Maison                                                                                         |
| Église Saint-Sauveur                                                                            | 8 rue Saint-Sauveur                                | 48° 38′ 50″ nord, 2° 01′ 39″ ouest | « PA00090808 » | Inscrit    | 1946            | Église Saint-Sauveur                                                                           |
| Maison                                                                                          | 6 rue Saint-Thomas                                 | 48° 39′ 02″ nord, 2° 01′ 28″ ouest | « PA00090865 » | Inscrit    | 1946            | Maison                                                                                         |
| Maison                                                                                          | 3 rue Saint-Vincent                                | 48° 39′ 01″ nord, 2° 01′ 26″ ouest | « PA00090866 » | Inscrit    | 1946            | Maison                                                                                         |
| Maison                                                                                          | 6 rue Robert Surcouf                               | 48° 38′ 50″ nord, 2° 01′ 35″ ouest | « PA00090858 » | Inscrit    | 1946            | Maison                                                                                         |
| Hôtel de la Grassinaye                                                                          | 12 rue de Toulouse                                 | 48° 38′ 48″ nord, 2° 01′ 31″ ouest | « PA00090816 » | Inscrit    | 1946            | Hôtel de la Grassinaye                                                                         |
| Maison                                                                                          | 20 rue de Toulouse 3, 5 rue de Dinan               | 48° 38′ 48″ nord, 2° 01′ 31″ ouest | « PA00090867 » | Inscrit    | 1946            | Maison                                                                                         |
| École nationale de la Marine marchande de Saint-Malo Ancien Monastère Notre-Dame-de-la-Victoire | 4 rue de la Victoire                               | 48° 39′ 03″ nord, 2° 01′ 35″ ouest | « PA00090804 » | Classé     | 1929 1962       | École nationale de la Marine marchande de Saint-MaloAncien Monastère Notre-Dame-de-la-Victoire |
| Maison                                                                                          | 8 rue de la Victoire                               | 48° 39′ 03″ nord, 2° 01′ 33″ ouest | « PA00090868 » | Inscrit    | 1946            | Maison                                                                                         |
| Couvent des Récollets                                                                           | 9 rue des Vieux-Remparts                           | 48° 38′ 49″ nord, 2° 01′ 34″ ouest | « PA00090805 » | Inscrit    | 1946            | Couvent des Récollets                                                                          |
| Hôtel du Pélican                                                                                | 8 rue Ville-Pépin                                  | 48° 38′ 13″ nord, 2° 00′ 58″ ouest | « PA00090818 » | Inscrit    | 1964            | Hôtel du Pélican                                                                               |
| Château de la Briantais                                                                         | La Briantais                                       | 48° 37′ 05″ nord, 2° 00′ 45″ ouest | « PA35000092 » | Inscrit    | 2022            | Château de la Briantais                                                                        |
| Immeuble                                                                                        | 11 rue Chateaubriand                               | 48° 39′ 04″ nord, 2° 01′ 29″ ouest | « PA35000094 » | Inscrit    | 2023            | Image manquante Téléverser                                                                     |

## Monuments historiques à titre d'objet localisés actuellement à Saint-Malo
Liste non exhaustive
- Notre-Dame de la Grand'Porte, statue de la Vierge, dans la cathédrale Saint-Vincent
- Ar Zenith, bateau de charge de type dundee, à l'ancien arsenal de Saint-Servan
- AB1 (Commandant Jean O'Neill), vedette de passagers, au mouillage dans la Rance